# Afrorubria vitticollis
Afrorubria vitticollis är en insektsart som beskrevs av Carl Stål 1855. Afrorubria vitticollis ingår i släktet Afrorubria och familjen dvärgstritar. Inga underarter finns listade i Catalogue of Life.